# Eduardo Salvio
 Eduardo Antonio Salvio (født 13. juli 1990 i Avellaneda, Argentina), er en argentinsk fodboldspiller (højre kant).
Salvio spiller for Boca Juniors i  Argentina, som han har været tilknyttet siden 2019. Tidligere har han repræsenteret Lanús i sit hjemland, der også var hans klub på ungdomsniveau, samt spanske Atlético Madrid.
Salvio var med Atlético Madrid med til at vinde UEFA Europa League i både 2010 og 2012, mens det med Benfica er blevet til hele fire portugisiske mesterskaber og to pokaltitler.

## Landshold
For Argentinas landshold har Salvio (pr. maj 2018) spillet seks kampe. Han debuterede for holdet 20. maj 2009 i en venskabskamp mod Panama Han var en del af den argentinske trup til VM 2018 i Rusland.